# Charles R. Knight
Pour les articles homonymes, voir Knight.
Charles Robert Knight (21 octobre 1874 à Brooklyn, mort le 15 avril 1953 à Manhattan), est un artiste peintre et illustrateur américain connu pour ses reconstitutions de scènes préhistoriques et principalement ses représentations de dinosaures. Ses œuvres furent reproduites dans plusieurs ouvrages et sont accrochées dans plusieurs musées des États-Unis. Elles ont influencé d'autres artistes comme Zdeněk Burian, Neave Parker, Frank Frazetta. Walt Disney fait référence à ses œuvres dans son film Fantasia, et le concepteur d'effets spéciaux Ray Harryhausen a témoigné son admiration pour le peintre en préfaçant la réédition de l'autobiographie de Knight Autobiography of an Artist.

## Biographie

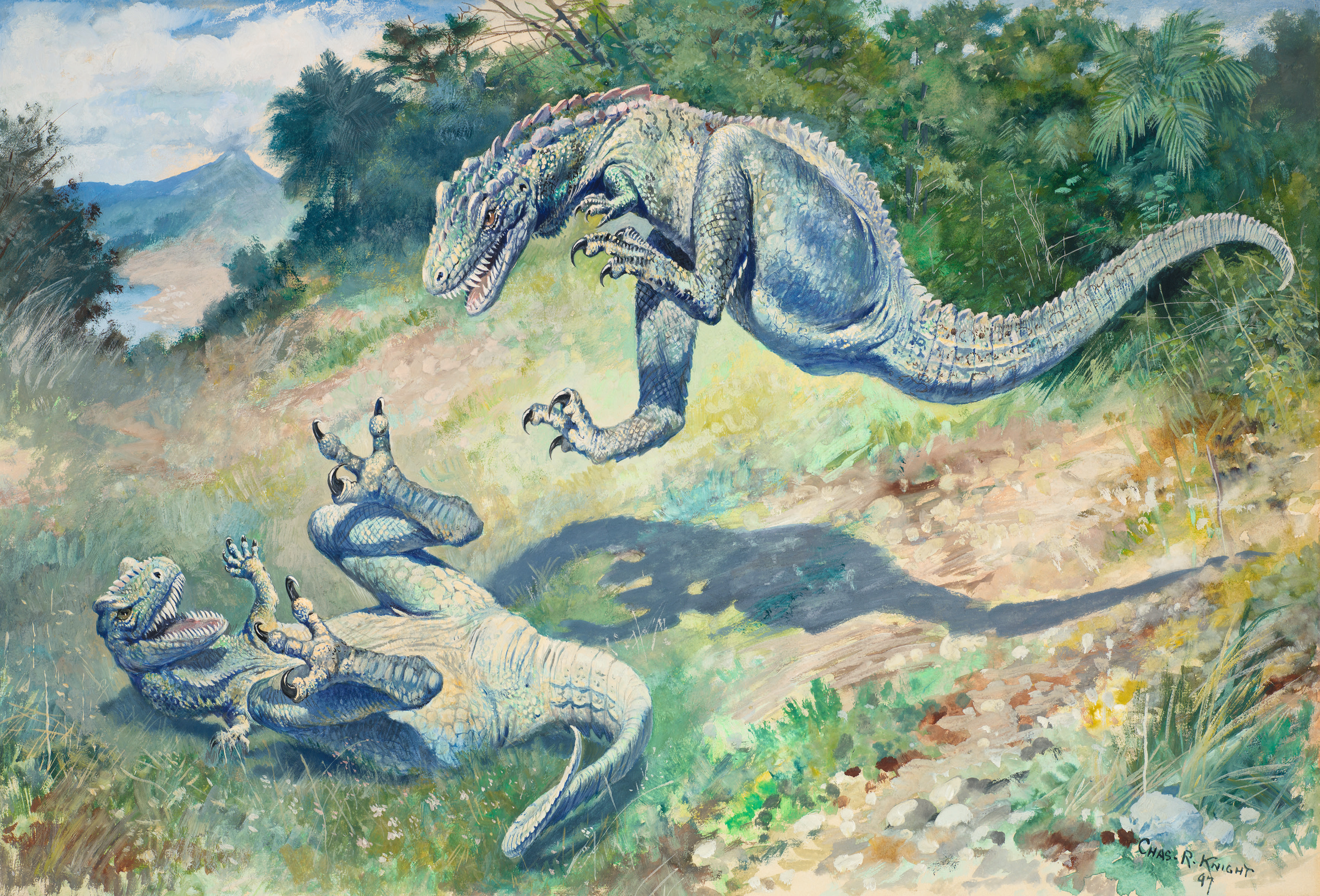
Combat entre deux Laelaps, aujourd'hui appelés Dryptosaurus (1897).

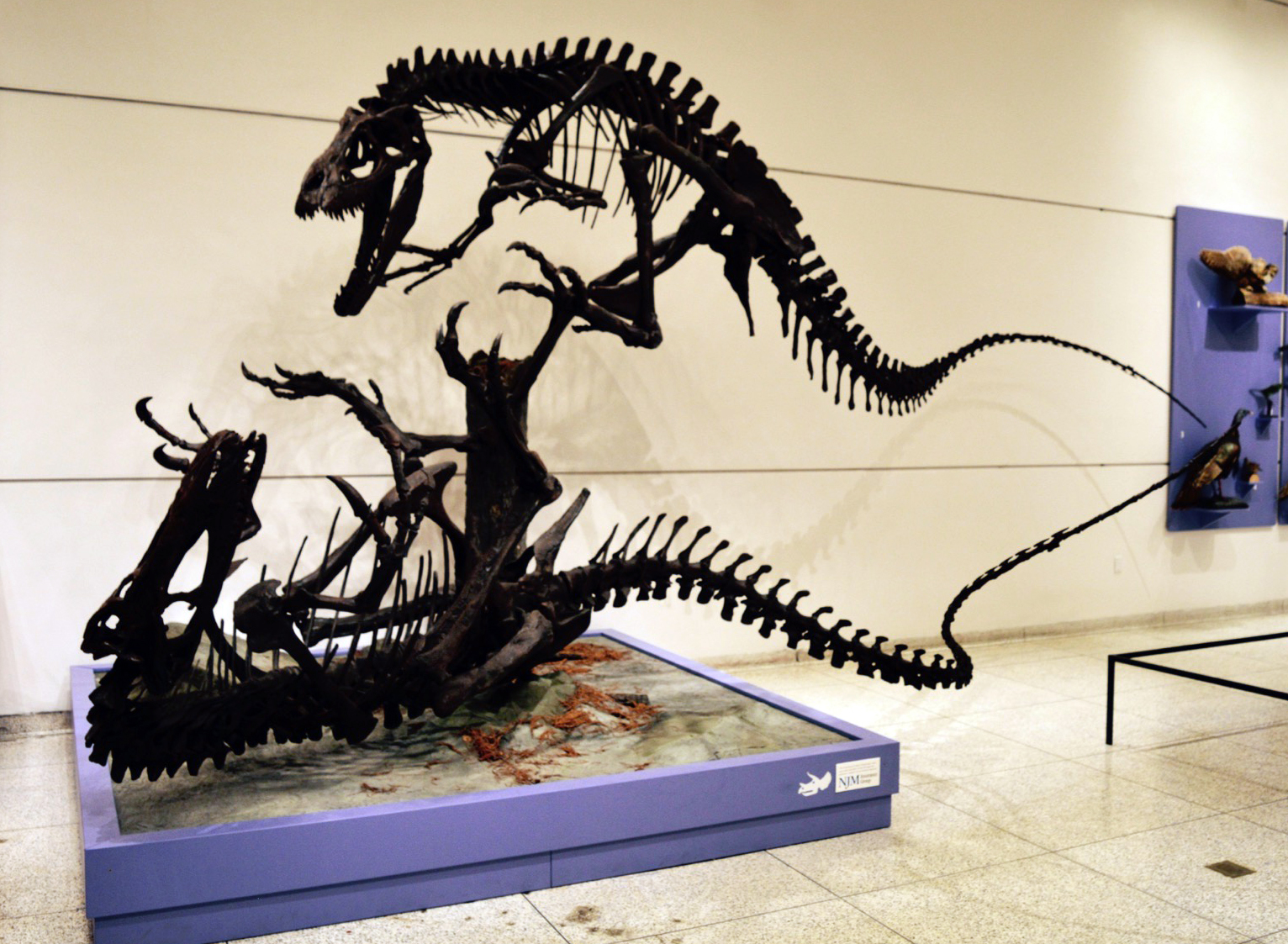
Squelettes reconstitués (interprétatifs) d'un combat entre deux Dryptosaurus, au, dans la même posture que celle de la peinture de Charles R. Knight en 1897 (voir ci-dessus).

### Enfance
Enfant, Knight est intéressé par la nature et les animaux, il passe de nombreuses heures à copier les illustrations des livres d'histoire naturelle de son père. Affecté d’une cécité partielle de l’œil droit, Knight poursuit ses talents artistiques à l'aide de lunettes spécialement conçues, et à l'âge de douze ans, il s' inscrit à la Metropolitan Art School pour devenir artiste publicitaire. En 1890, il est engagé par une entreprise de décoration d'église pour la conception de vitraux, au bout de deux ans il devient illustrateur indépendant spécialisé dans les scènes de la nature pour des livres et des magazines.

### Formation
Durant ses temps libres, Knight commence par fréquenter le Musée d'histoire naturelle de New York, et attire l'attention de M. Jacob Wortman, qui lui demande de peindre une reconstitution de porcs préhistoriques dont les os fossiles étaient exposés. Bien que de nombreux artistes à l'époque étaient réticents à faire de telles reconstitutions, étant donné leur caractère hypothétique, Knight applique sa connaissance de l’anatomie des porcs modernes pour faire une peinture aussi réaliste que possible. Il utilise son imagination pour combler les lacunes. Wortman fut enthousiasmé par le résultat final, et le musée lui commande bientôt de produire toute une série d’aquarelles pour orner leurs salles de fossiles.
Ces peintures furent très populaires auprès des visiteurs, et Knight continue de travailler avec le musée. Jusqu’en 1930, il réalise ce qui allait devenir les plus célèbres représentations du monde des dinosaures, des mammifères préhistoriques, et de l'homme préhistorique.
L'une de ses peintures les plus connues pour l'American Museum of Natural History en 1897, est une reconstitution de Laelaps bondissant, qui fut l'une des rares représentations de dinosaures présenté comme actifs avant les années 1960 (anticipant les théories des paléontologues modernes comme Robert Bakker). D'autres peintures exposées dans les musées américains incluent des représentations d'agathaumas, allosaurus, brontosaurus, smilodon, et mammouth laineux, qui furent reproduites de nombreuses fois et inspirèrent beaucoup d'imitations.

### Consécration nationale

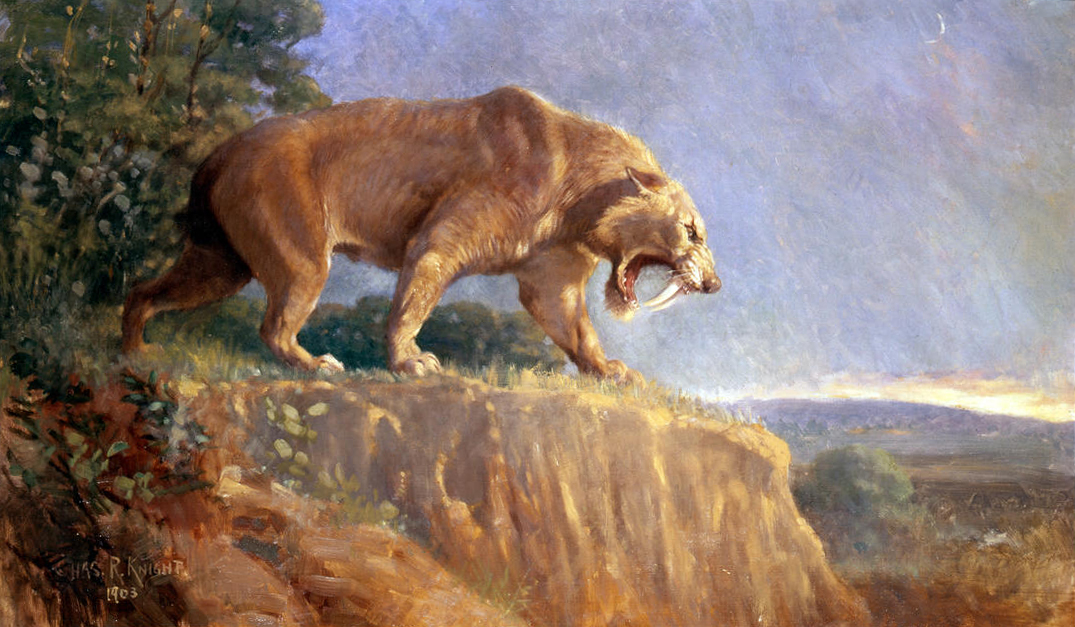
Smilodon (1905).

Les musées d'histoire naturelle américain commencèrent à demander à Knight des peintures pour leurs expositions de fossiles. En 1925 Knight produit une imposante peinture murale pour le Natural History Museum of Los Angeles County qui représentait certains des oiseaux et mammifères dont des fossiles avaient été découverts dans le gisement fossilifère de La Brea Tar Pits. L'année suivante Knight commença une série de peintures faites de 28 panneaux muraux pour le musée Field à Chicago, un projet qui évoquait l’histoire de la vie sur la terre et lui pris quatre années de réalisation. Pour le Field il peint l'une de ses plus célèbres reconstitutions préhistoriques, un panneau figurant un tyrannosaure attaquant un tricératops, cette scène de confrontation entre un prédateur et sa proie influença un grand nombre d'illustrateurs, et établit les deux dinosaures comme des « ennemis mortels » dans l'inconscient collectif. Alexander Sherman du Fiel museum indique à son sujet que: « La peinture est tellement populaire qu'elle est devenu un standard dans les représentations de l'age des dinosaures. »

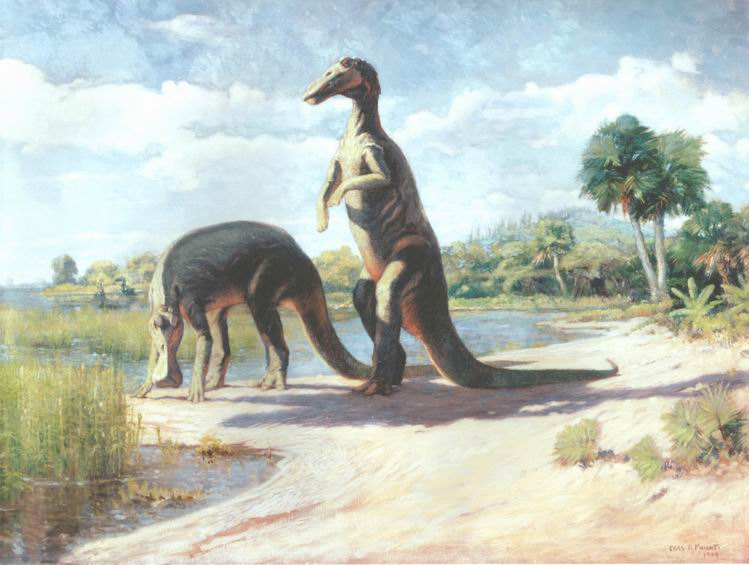
Trachodon (1909), de nos jours synonymisé avec Edmontosaurus.

On trouve aussi des œuvres de Knight dans les musées Carnegie de Pittsburg (en) à Pittsburgh, à la  Smithsonian Institution, et au Muséum d'histoire naturelle Peabody de Yale, entre autres. Plusieurs zoos, dont celui du Bronx, le Lincoln Park et le zoo de Brookfield, ont aussi contacté Knight pour peindre des fresques de leurs animaux vivants. Knight fut le seul artiste aux États-Unis à être autorisé de peindre Su Lin, un spécimen de panda géant qui vécut au zoo de Brookfield.
Tout en peignant des fresques murales pour les musées et les zoos, Knight a aussi illustré des livres et des magazines, et devint un collaborateur régulier du National Geographic. Il a également écrit et illustré ses propres ouvrages, tels que:  Before the Dawn of History (Knight, 1935), Life Through the Ages (1946), Animal Drawing: Anatomy and Action for Artists (1947), et Prehistoric Man: The Great Adventure (1949). Knight a aussi donné des conférences décrivant la vie préhistorique au public américain à travers les États-Unis.
Knight se retira de la vie publique pour partager avec ses petits-enfants, sa passion pour les animaux et la vie préhistorique. En 1951, il peint sa dernière œuvre, une peinture murale pour le Musée Everhart à Scranton, en Pennsylvanie. Deux ans plus tard, il mourut à Manhattan.

## Postérité

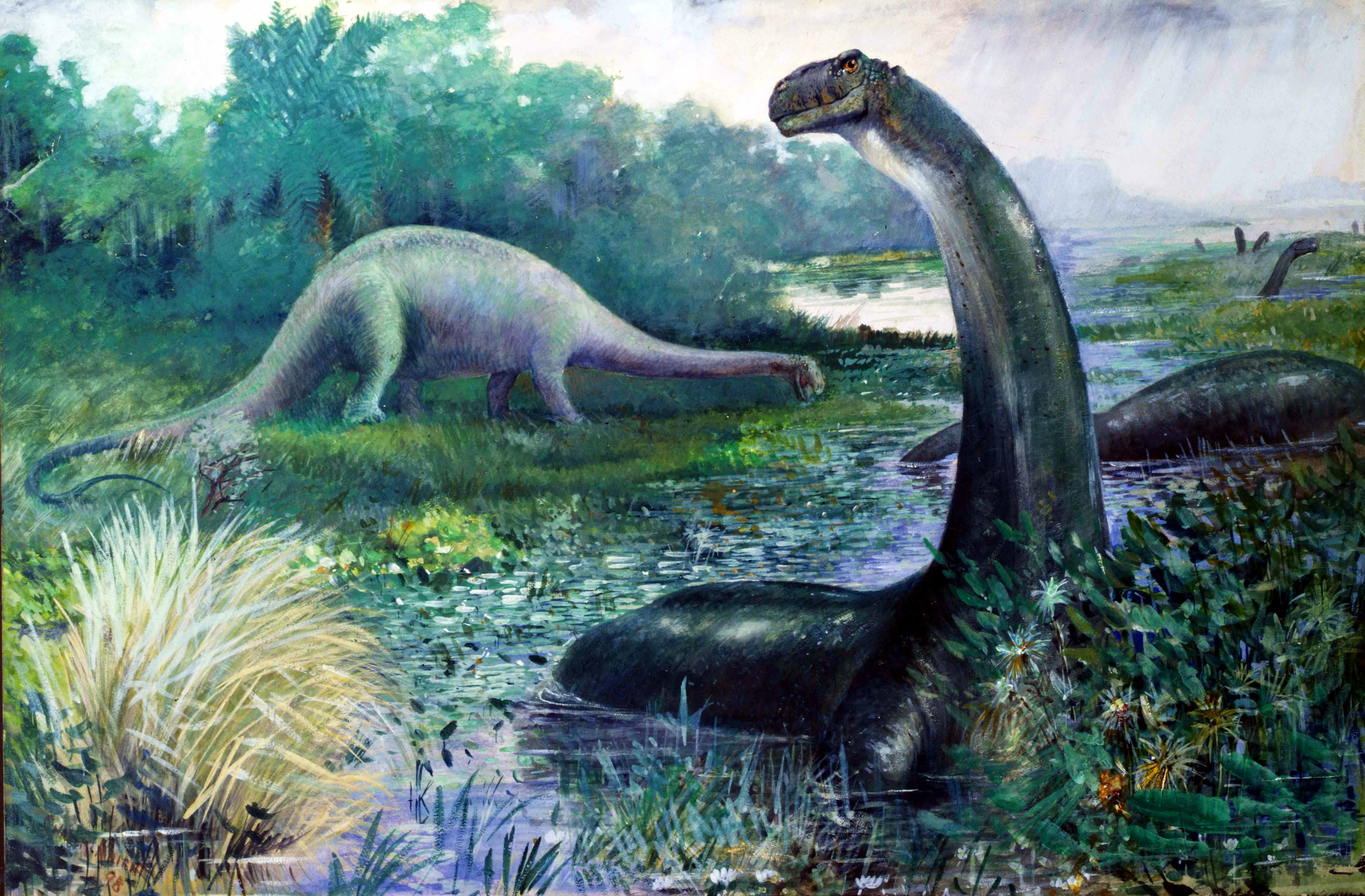
Brontosaurus (1897)

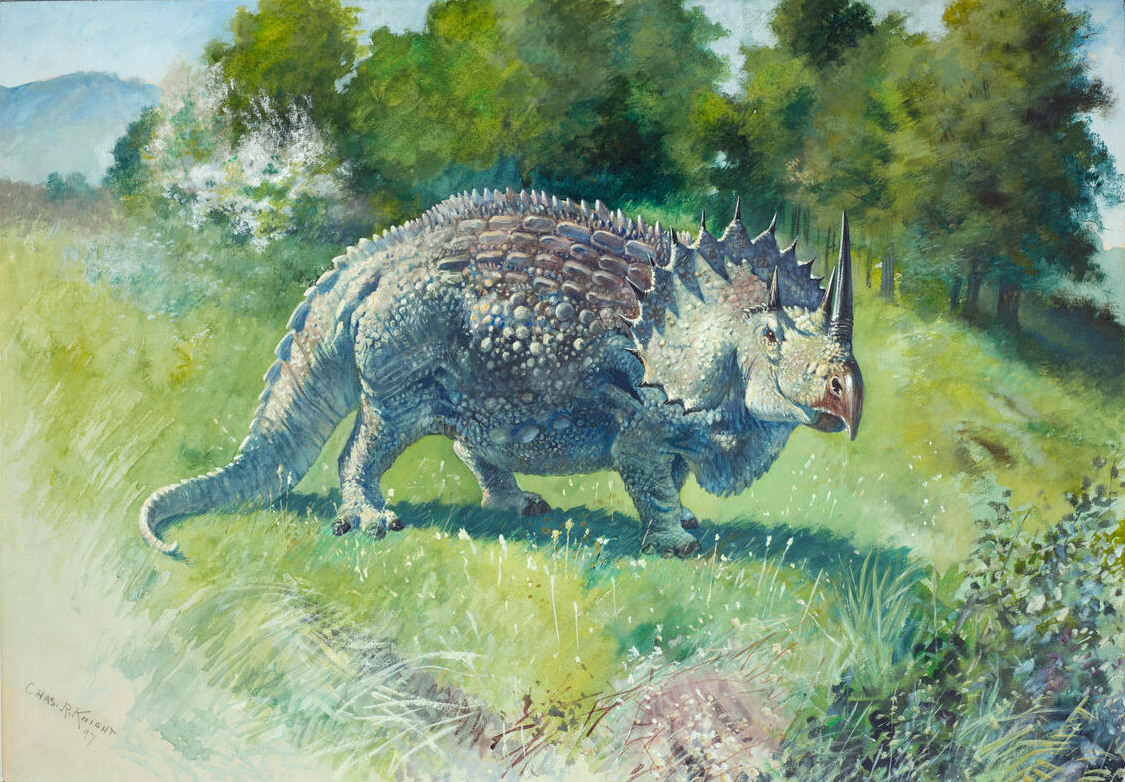
Reconstitution par Knight dAgathaumas (1897), qui servit de base pour le modele d'agathaumas vu dans le film de 1925 Le Monde perdu.

Durant la première moitié du XXe siècle, des œuvres de Knight ont souvent été reproduites dans des ouvrages sur la paléontologie publiés aux États-Unis. Ses œuvres sont encore prises en exemple dans des ouvrages plus récents, Stephen Jay Gould a repris un des tableaux de Knight comme couverture de son livre de 1991 Bully for Brontosaurus (1991) et un autre dans Dinosaur in a Haystack (1996). Bien que d'autres illustrateurs de paléontologie ont succédé à Knight (le plus notoire étant l'artiste tcheque Zdeněk Burian), Knight demeure très populaire chez les amateurs de reconstitutions préhistoriques. Des rééditions de ses ouvrages ont été publiées, Life through the ages en 2001, son autobiographie en 2005, l'illustrateur de fantasy art William Stout a compilé des croquis et études rares et inédites de Knight en trois volumes sous le titre Charles R. Knight Sketchbook (2007). 
Parce que Knight avait travaillé à une époque où une quantité de nouveaux fossiles souvent fragmentaires étaient découverts dans l'ouest américain, la plupart de ses créations est basée sur des éléments spéculatifs ; comme son improbable  reconstitution d'agathaumas (1897) par exemple. Ses représentations de cératopsiens comme des animaux solitaires évoluant dans des paysages constitués de graminées sont en grande partie imaginaires, les prairies n'apparaissent pas avant le cénozoïque et les cératopsiens passent pour avoir été des animaux grégaires. 
Bien que Knight ait fait des études anatomiques d'animaux vivants, il ne l'a pas fait pour ses restaurations de dinosaures, et a restauré de nombreux dinosaures avec des membres typiquement reptiliens et des hanches étroites. Dans les années 1920, des études menées par les paléontologues Alfred Romer et Gerhard Heilmann ont montré que les dinosaures avaient des hanches larges de type aviaire plutôt que celles d'un reptile.
Knight a souvent restauré les animaux éteints, oiseaux et reptiles marins dans des attitudes et des postures très dynamiques, mais ses reconstitutions de grands dinosaures comme des créatures lourdes habitant des marais et destinés à l'extinction reflètent une conception plus traditionnelle à l'époque. Dans Life through the Ages (1946) il réitère sa vision rétrograde d'animaux géants comme de grandes bêtes lentes inadaptées tout en admettant que de petits dinosaures étaient plus actif.
Stephen Jay Gould fut l'un des fans les plus connus de Knight, au point de refuser d'utiliser le nom de genre Apatosaurus à la place de Brontosaurus parce que Knight s'était toujours référé à la créature sous l'ancien nom. Gould écrit dans son livre de 1989  Wonderful Life, « Depuis le Seigneur lui-même, présentant ses créations à Ézéchiel dans la vallée des ossements desséchés, personne n'a montré une telle grâce et habileté dans la reconstitution d'animaux à partir de squelettes désarticulés. Charles R. Knight, le plus célèbre parmi les artistes dans la réanimation de fossiles, a peint à ce jour toutes les figures canoniques des dinosaures, mettant le feu à nos imagination et à nos peurs ». Parmi les autres admirateurs, on retient le concepteur d'effets spéciaux Ray Harryhausen, qui écrit dans son autobiographie An Animated Life, « Bien avant Obie (Willis O'Brien), moi-même, et Steven Spielberg, il a mis de la chair sur des créatures que nul homme n'avait jamais vu. [...] Au L.A. County Museum, je me souviens très bien d'une belle peinture murale de Knight sur l'un des murs, illustrant la façon dont le gisement de La Brea Tar Pits pourrait être reconstitué dans les temps anciens. Cela, plus un livre d'images sur les œuvres de Knight que ma mère m'a offert, ont été mes premières rencontres avec un homme qui allait se révéler d'une aide précieuse lorsque le temps fut venu pour moi de faire des modèles en trois dimensions de ces êtres disparus ».
Parmi ses autres erreurs les plus remarquables (causés uniquement par son impossibilité d'utiliser nos techniques modernes) et qui sont restées longtemps dans les mémoires, citons : la position verticale des tyrannosauridés (dont le corps est horizontal, d’après des reconstitutions informatiques de la colonne vertébrale), très proche de la posture des kangourous ; le cou courbe des élasmosaures, trop similaire à celui des cygnes ; l'immersion des sauropodes, « pour soutenir leur poids avec la poussée d'Archimède ».

## Publications
- (en) Charles R. Knight (préf. Ray Harryhausen), Autobiography of an Artist, G.T. Labs, 2005 (ISBN 0-9660106-8-X, présentation en ligne)
- (en) Charles R. Knight, Life through the ages, Indiana University Press, 2001, 66 p. (ISBN 0-253-33928-6, présentation en ligne)